# Bahnradsport-Weltmeisterschaften 1902

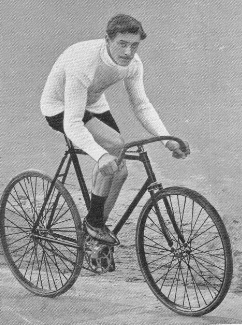
Émile Bouhours wurde im Steherrennen Zweiter hinter Robl.

Die Bahnradsport-Weltmeisterschaften 1902 fanden am 15. Juni in Rom und am 22. Juni 1902 auf der Radrennbahn Friedenau statt.
Rom war der erklärte Ort für die Weltmeisterschaften, doch die dortige, flache Radrennbahn erwies sich als ungeeignet für Steherrennen. Daher gaben die italienischen Veranstalter die Steherrennen zurück und richteten nur die Flieger-Rennen aus. Die Steherrennen fanden, wie im Jahr zuvor, in Berlin statt.
Die Meisterschaften in Rom fanden vor über 10 000 Zuschauern statt. Der Deutsche Willy Arend stürzte in einem Zwischenlauf und konnte nicht weiter teilnehmen.
Bei den Steherrennen in Berlin errang Thaddäus Robl seinen zweiten Weltmeistertitel souverän mit elf Runden Vorsprung auf den Zweiten, Émile Bouhours. Bei den Amateuren gewann der Lokalmatador Alfred Görnemann. Er verunglückte nur ein Jahr später bei einem Rennen gegen Robl in Dresden tödlich.

## Resultate

### Berufsfahrer
| Disziplin                | Platz | Land               | Athlet             |
| ------------------------ | ----- | ------------------ | ------------------ |
| Fliegerrennen über 2 km  | 1     | Dänemark           | Thorvald Ellegaard |
|                          | 2     | Niederlande        | Harrie Meyers      |
|                          | 3     | Königreich Italien | Pietro Bixio       |
| Steherrennen über 100 km | 1     | Deutsches Reich    | Thaddäus Robl      |
|                          | 2     | Frankreich         | Émile Bouhours     |
|                          | 3     | Frankreich         | Edouard Taylor     |

### Amateure
| Disziplin                | Platz | Land            | Athlet           |
| ------------------------ | ----- | --------------- | ---------------- |
| Fliegerrennen über 2 km  | 1     | Frankreich      | Charles Piard    |
|                          | 2     | Frankreich      | Léon Delaborde   |
|                          | 3     | Dänemark        | Orla Nord        |
| Steherrennen über 100 km | 1     | Deutsches Reich | Alfred Görnemann |
|                          | 2     | Deutsches Reich | Willy Keller     |
|                          | 3     | Niederlande     | Johann Diehle    |